# Dakoda Shepley
Dakoda Shepley (Windsor, 27 dicembre 1994) è un giocatore di football americano canadese che milita nel ruolo di offensive guard per i Dallas Cowboys della National Football League (NFL).

## Carriera

### New York Jets
Dopo non essere stato scelto nel Draft NFL 2018, Shepley firmò con i New York Jets. Vi giocò tre gare di pre-stagione prima di venire svincolato.

### Saskatchewan Roughriders
Nel 2018 e 2019 Shepley giocò con i Saskatchewan Roughriders della Canadian Football League, che lo avevano scelto come quinto assoluto nel Draft CFL 2018. Dopo la sua prima stagione fu premiato come miglior rookie della squadra.

### San Francisco 49ers
Il 29 agosto 2020 Shepley firmò con i San Francisco 49ers, con cui disputò una partita nella stagione 2020.

### Seattle Seahawks
Il 1º settembre 2021 Shepley firmò con i Seattle Seahawks.

### Dallas Cowboys
Il 1º settembre 2022 Shepley firmò la squadra di allenamento dei Dallas Cowboys.